# 訃報 1998年1月
訃報 1998年1月（ふほう 1998ねん1がつ）では、1998年（平成10年）1月中に物故した、又は物故が報じられた人物についてまとめる。

## （1日 - 15日）

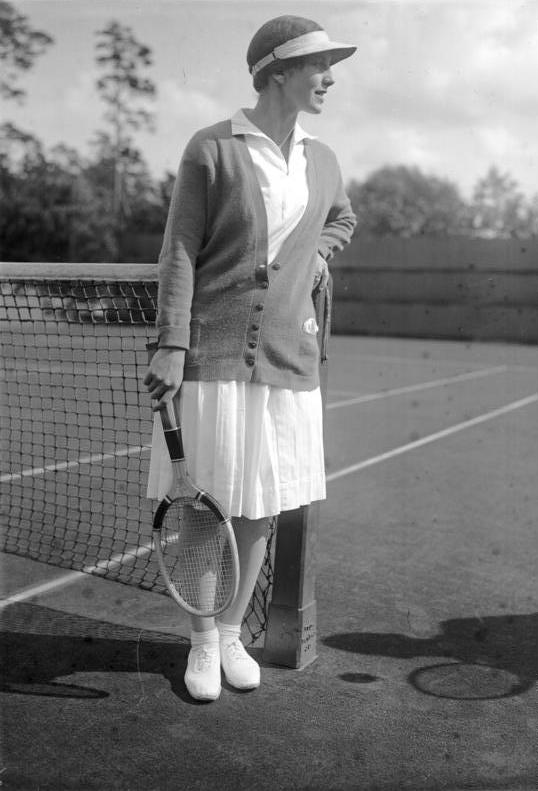
ヘレン・ウィルス・ムーディ／1月1日没

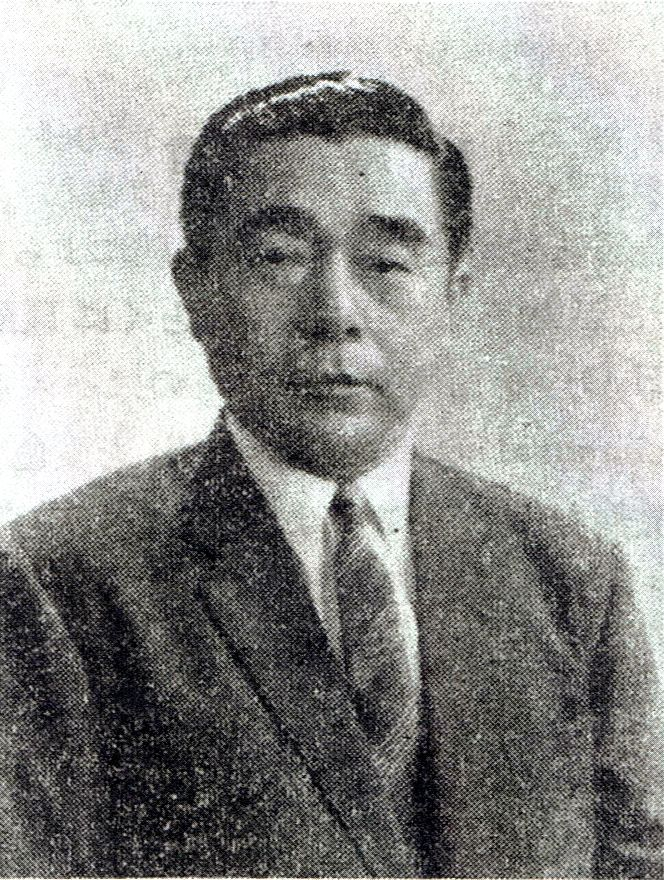
福井謙一／1月9日没

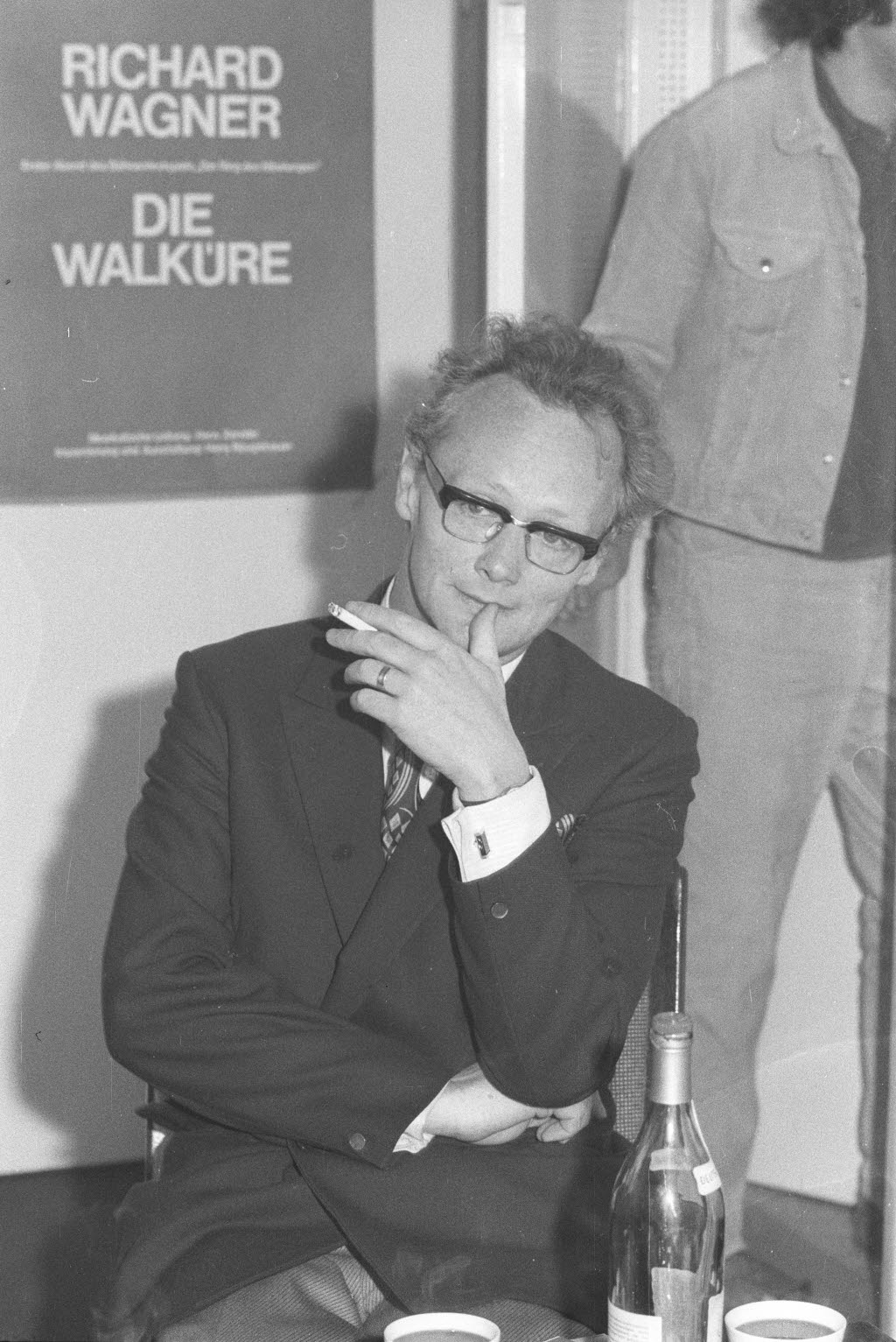
クラウス・テンシュテット／1月11日没

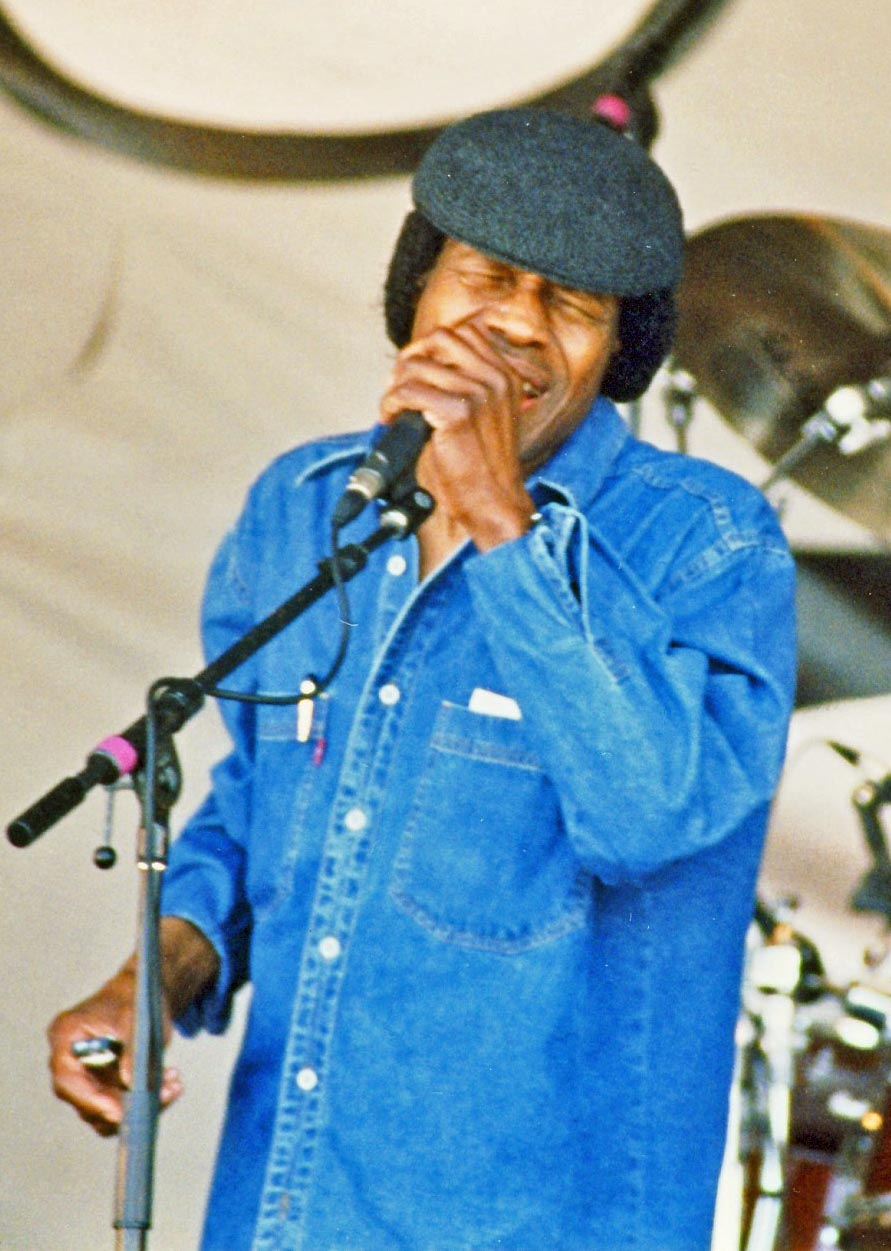
ジュニア・ウェルズ／1月15日没

- 1月1日 - ヘレン・ウィルス・ムーディ、テニス選手（* 1905年）
- 1月5日 - 向井純一郎、生化学者（* 1931年）
- 1月6日 - 安江良介、編集者・出版人（* 1935年）
- 1月7日 - リチャード・ハミング、数学者・計算機科学者（* 1915年）
- 1月9日 - 福井謙一、化学者（* 1918年）
- 1月11日 - クラウス・テンシュテット、指揮者（* 1926年）
- 1月11日 - 矢代静一、劇作家・脚本家（* 1927年）
- 1月12日 - 野々村一雄、経済学者（* 1913年）
- 1月14日 - 佐伯喜一、国際政治評論家（* 1913年）
- 1月15日 - ジュニア・ウェルズ、歌手・ハーモニカ奏者（* 1934年）

## （16日 - 31日）

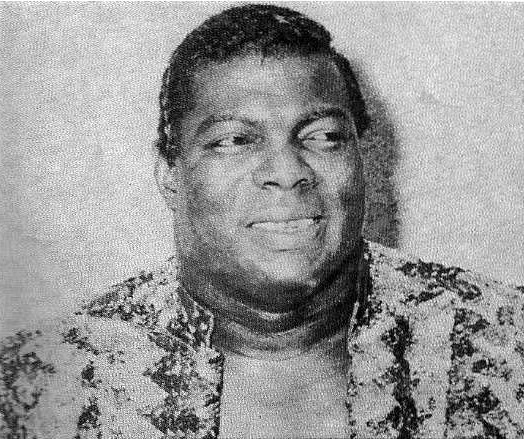
ボボ・ブラジル／1月20日没

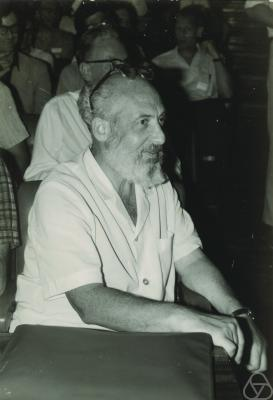
サミュエル・アイレンベルグ／1月30日没

- 1月16日 - 吉田達男、政治家（* 1935年）
- 1月20日 - ボボ・ブラジル、プロレスラー（* 1924年）
- 1月21日 - 近藤喜文、アニメーター（* 1950年）
- 1月25日 - 劍龍猛虎、元力士（*1932年）
- 1月27日 - 景山民夫、放送作家、小説家（* 1947年）
- 1月28日 - 石ノ森章太郎、漫画家（* 1938年）
- 1月29日 - 夏川かほる、女優（* 1943年）
- 1月30日 - サミュエル・アイレンベルグ、数学者（* 1913年）